# Glava (distrikt i Bulgarien)
Glava (bulgariska: Глава) är ett distrikt i Bulgarien.   Det ligger i kommunen Obsjtina Tjerven brjag och regionen Pleven, i den nordvästra delen av landet, 110 km nordost om huvudstaden Sofia.
Trakten runt Glava består till största delen av jordbruksmark. Runt Glava är det ganska tätbefolkat, med 72 invånare per kvadratkilometer.